# 放射性物質

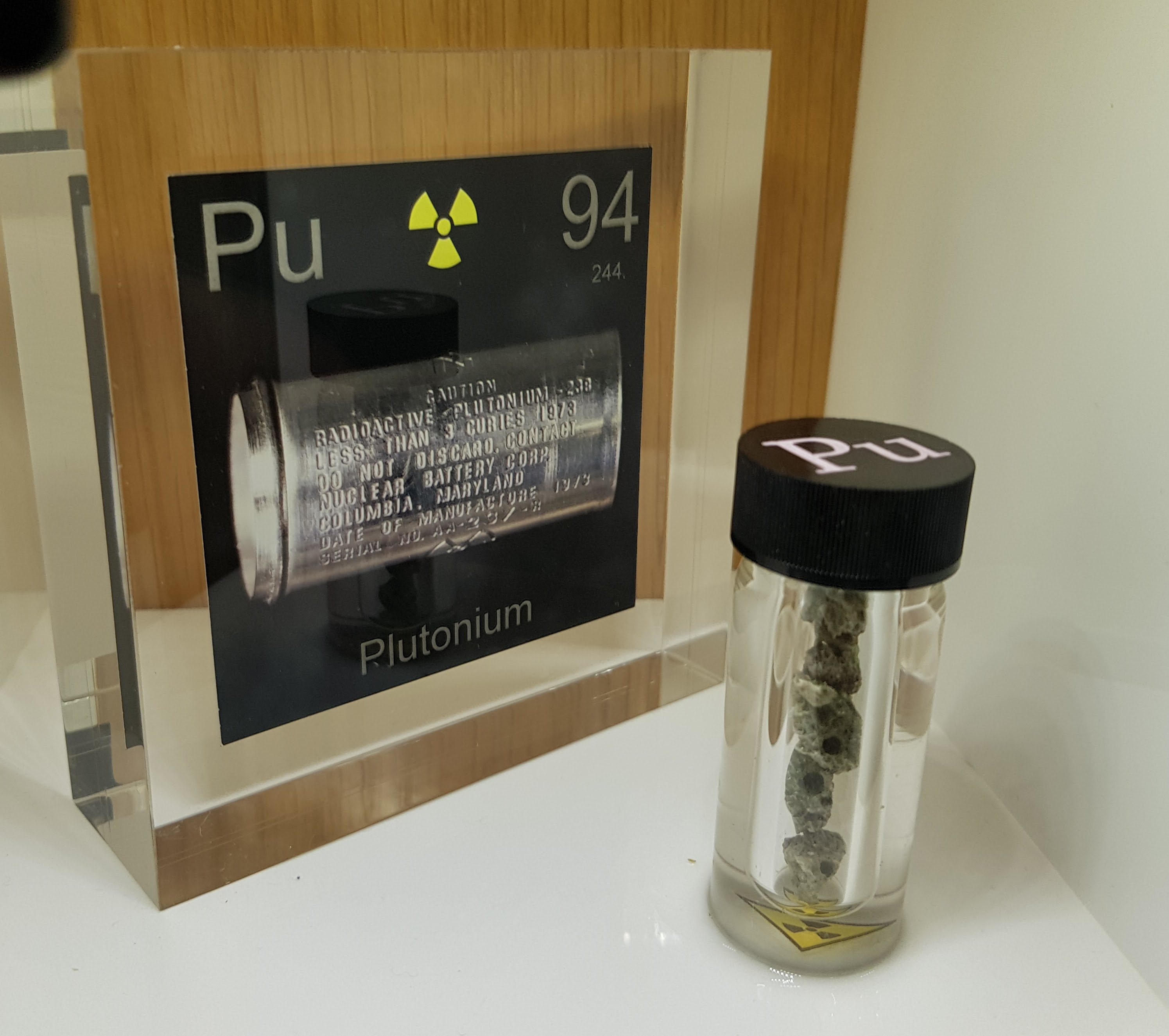
プルトニウム

放射性物質（ほうしゃせいぶっしつ、英語: radioactive substance）とは、放射能を持つ物質の総称である。主に、ウラン、プルトニウム、トリウムのような核燃料物質、放射性元素もしくは放射性同位体、中性子を吸収又は核反応を起こして生成された放射化物質を指す。

## 定義
- 原子炉で核燃料物質が核分裂して生成された物質を核分裂生成物、原子炉及び設備の鉄骨や水が中性子を吸収して生成された物質を「核燃料物質によって汚染された物質」、濃縮等の製錬によって核燃料物質となる原料を核原料物質という[4][注釈 2]。
- 放射線療法などで使用する放射線を生み出す放射性物質を、放射線源という。
- 原子力施設や放射線利用施設などで発生する放射性物質を含む廃棄物を、放射性廃棄物という。

## 放射性物質の測定
放射性物質とは広義には放射性同位体を含む物質をいい、化学的には単一物質と混合物がある。また、化学的には単一の物質であっても、同位体の比率が異なるなど同位体レベルでは異なる物質の混合物であることもあるが、この場合放射化学的に不純であるという。
放射性物質は放射能がかなり強くても質量換算および原子数、モル数では極めて微量であることも多く、通常用いる化学的手法で分析することが難しい場合は放射線や半減期を測定することによって分析する。また放射性物質を化学的に単離するには、溶媒抽出やイオン交換など、同時に存在するほかの物質の影響を被りにくい化学的手法が用いられる。また同位体レベルで分離するには化学的手法が通用しないため、質量差を利用した遠心分離など物理的手法が用いられる。

## 半減期
放射性物質は時間とともに崩壊し、最終的には放射能を持たない安定な同位体となる。その期間を示す指標として半減期という値を用いる。半減期は核種により異なり、1マイクロ秒に満たないものから、ビスマス209の1900京年に及ぶものがある。同じ元素でも質量数により大きく異なり、例えば鉄55は2.73年なのに対し、鉄61は5.98秒とかなり短い。半減期が長い元素ほど少しずつ放射線を放出するため放射能濃度が低く、逆に半減期が短い元素は短期間に放射線を放出するため放射能濃度が高い。

## 自然の放射性物質
核燃料や核兵器の製造や、加速器を用いて人工元素を合成することなどで人為的に取り扱われるものばかりが放射性物質ではない。
太陽や恒星から降り注ぐ宇宙線（中性子）は、大気に含まれる原子や人工物に吸収されて放射化する。例えば、炭素14は、空気中又は鉄骨中の窒素原子が宇宙からの中性子線を吸収して自然に生成される。また、ウラン235が放射線を放出しながら、ラドン等の娘核種を経て生成されていくものもある。
自然界には多種多様の放射性物質が存在し、そのうちのいくつかは生物に取り込まれている。土壌に含まれている放射性物質からは、その地に生息する生物は継続的に被曝している。

## 放射性物質の管理
人為的に発生させた放射性物質で被曝の恐れがある場所は放射線管理区域に指定されて、厳密に管理される。放射線管理区域には「汚染のおそれのある管理区域」と「汚染のおそれのない管理区域」があり、前者は中性子によって放射化された物質が付着する可能性がある区域、後者はガンマ線の被曝のみの区域である。

## 放射性物質の利用
放射性物質は工業、農業、医療その他の分野で広く利用されている（放射線）。自然環境に含まれる放射性物質の含有比によって年代測定を行うことができる。生物の必須元素である炭素14やカリウム40などがその指標として計測される。

## 放射性物質の危険性

### 核爆発
核爆発を引き起こすことは簡単にできないので、原子爆弾のイメージから放射性物質がたちまち核爆発を起こすと恐れる必要はない。核分裂速度よりも、核燃料物質が中性子を吸収する速度が大幅に大きい場合に臨界といわれる現象を生じるため、核爆発のためには核燃料物質の濃度を高める（中性子を核燃料物質が吸収する確率を高める）必要があり、人為的に核燃料物質を90%以上に濃縮した原子爆弾において生じる。

### 臨界事故
東海村JCO臨界事故のように、放射性物質が核分裂反応の連鎖を起こす臨界状態になると、短期間に核分裂生成物の生成が大量に行われるため、放射線量が致死量を超える場合がある。臨界になるための条件を臨界条件といい、主に放射性物質の核種、質量、濃度、形状と、その周囲の状態で決められる。臨界状態にならないように管理することを、臨界管理といい質量管理、濃度管理、形状管理が行われている。
人為的な事故だけでなく、核燃料物質の濃度が高くなった場合は、天然でもオクロの天然原子炉のように臨界状態になることがある。

### 放射線被曝
放射性物質が発見されたときには、放射線被曝が人体にどのような損傷を与えるかが知られていなかったために、キュリー夫妻のような初期の研究者は放射線障害に苦しんだり、白血病などで健康を害することが多々あった。
放射線のうち、アルファ線とベータ線に関しては特別な技術を用いなくても容易に遮蔽することができるが、ガンマ線、X線、中性子線は物質を透過する能力が高いため、できるだけ生態系に影響を与えない配慮が求められている。その具体的な方法は、放射線が十分に減衰するだけの間隔と遮蔽を取ることである。
放射性物質を体内に取り込んでしまった場合には間隔と遮蔽を取ることが不可能なので、内部被曝はすべての放射線が影響を及ぼす。また体内に取り込まれた放射性物質は元素の種類により、特定の組織・臓器に沈着する。例えばセシウム137は筋肉・全身に、ヨウ素131は甲状腺に、ストロンチウム90は骨に沈着する。プルトニウム238、239および240が放出するアルファ線は放射線荷重係数が大きく人体への影響も甚大である。
原子力発電所の周辺公衆の被曝基準（1mSv）は、具体的には「発電用軽水型原子炉施設の安全評価に関する審査指針」（平成2年8月30日原子力安全委員会決定）に定められており、これは「実用発電用原子炉の設置、運転等に関する規則」(昭和53年通商産業省令第77号)第2条第9号「核燃料物質及び核燃料物質によって汚染された物による放射線の被ばく管理並びに放射性廃棄物の廃棄に関する説明書」に示された評価について、「核原料物質、核燃料物質及び原子炉の規制に関する法律」(昭和32年法律第166号)第23条第1項に基づく経済産業大臣への許可申請及び第24条第2項の原子力安全委員会の聴取において審査される。
また、放射壊変に伴ってニュートリノなどの素粒子が放射されるが、これらは物質をほぼ無限に透過する性質があるものの物質に対しての影響が実質的にないため、この種の問題の際は無視してよいものとされる。